# 山梨中央交通
山梨中央交通株式会社（やまなしちゅうおうこうつう、Yamanashi Chuo Kotsu Co., Ltd. ）は、山梨県笛吹市に本社を置くバス事業者。観光バスおよび路線バスを運行している。

## 路線
独自運行
- 韮崎駅～御座石温泉～青木鉱泉

鳳凰山（地蔵ヶ岳、観音岳、薬師岳）への登山バスとして運行されている。4月下旬から10月末までの季節運行。※令和4年7月に廃止。
2022年7月16日より 鳳凰三山路線は株式会社茅ヶ岳観光バスに運行を業務移管。

笛吹市から受託（笛吹市営バス）
- 石和温泉駅～笛吹中央病院～長塚五差路～下黒駒～釈迦堂遺跡

2009年3月31日にて運行終了。
- FUJIYAMAツインテラス送迎バス

2021年7月より運行開始。4月下旬から11月下旬の季節運航。毎週火曜日は運休
https://www.city.fuefuki.yamanashi.jp/kanko/sangyo/spot/fujiyamatwinterrace.html

## 車両
車両は大型車7両・中型車4両・小型車8両の計19両。山梨県バス協会のページでは、大型ショート系の観光バスである三菱ふそう・エアロバスMMの画像が掲載されているが、同社では中型車という位置付けとみられる。
大型車両は日野自動車のセレガGJ、Jバスセレガスーパーハイデッカーで統一されている。

## グループ企業
- 山梨中央交通トラベル